# 弗勒坦
弗勒坦（法語：Fretin，法語發音：[fʁətɛ̃]）是法国上法蘭西大區北部省的一个市镇，位于该省中部，属于里尔区和里尔欧洲都会区。弗勒坦也是LGV北線與HSL 1的連接點，設有立體交叉將通往巴黎、倫敦、布魯塞爾的高鐵路線連接起來。

## 地理
弗勒坦（50°33'27"N, 3°8'3"E）面积13.17 平方千米，位于法国上法蘭西大區北部省，该省份为法国最北部的省份及最长的省份，西北濒北海，西接加来海峡省，南至埃纳省和索姆省，东与比利时接壤。
与弗勒坦接壤的市镇（或旧市镇、城区）包括：佩韦勒地区唐普勒沃、旺德维尔、阿沃兰、埃讷沃兰、莱坎、梅朗图瓦地区佩罗讷、梅朗图瓦地区桑甘。
弗勒坦的时区为UTC+01:00、UTC+02:00（夏令时）。

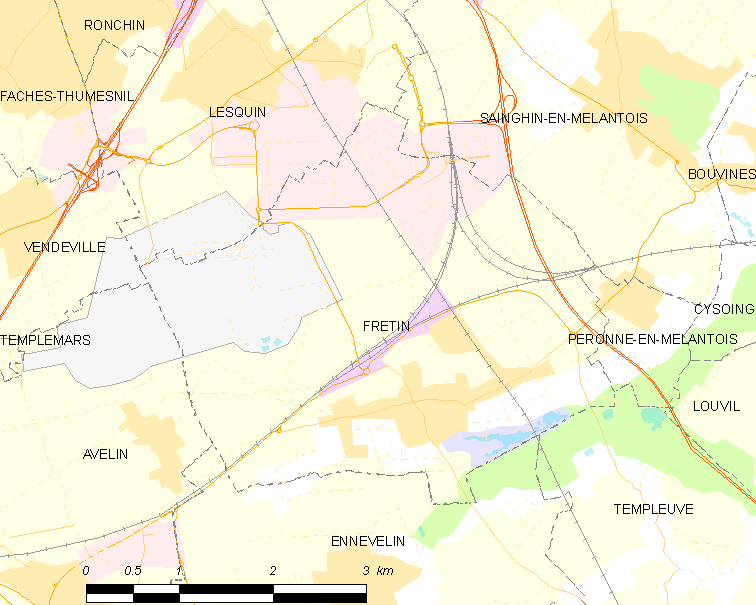
弗勒坦的OSM定位图

## 行政
弗勒坦的邮政编码为59273，INSEE市镇编码为59256。

## 政治
弗勒坦所属的省级选区为佩韦勒地区唐普勒沃县。

## 人口

1962-2008年间弗勒坦人口变化图示

弗勒坦于2022年1月1日时的人口数量为3221人。